# Życie Krotoszyna
Życie Krotoszyna – tygodnik społeczno-informacyjny wydawany od 7 października 2014 r. do 27 października 2020 r. w Krotoszynie, najmłodszy tygodnik ukazujący się w powiecie krotoszyńskim. Wydawcą Życia Krotoszyna była Polska Press Oddział Prasa Poznańska. Stanowił także dodatek do Głosu Wielkopolskiego.

## Historia
Początek działalności tygodnika Życie Krotoszyna nie był łatwy, zważywszy, że na lokalnym rynku prasowym w powiecie krotoszyńskim i przyległych gminach, posiadał dużą konkurencję w postaci 5 innych, mocno przez lata zakorzenionych w tej społeczności tygodnikach.
7 października 2014 roku odbyła się uroczysta prezentacja nowego tygodnika na krotoszyńskim Rynku oraz powiecie. Nakład tygodnika wynosił 3000 egzemplarzy. Redaktorem naczelnym był Marcin Szyndrowski. Dziennikarzami byli: Łukasz Cichy i Wiesław Zdobylak, a artykuły publikowali również m.in. Piotr Mikołajczyk, Maciej R. Hoffmann, czy Karolina Andersz. 

## Dodatki i inicjatywy
- Tele Magazyn;
- Kącik Literacki;
- Konkurs – Super Działka;
- Projekt – Wizja Lokalna;
- Plebiscyt – Mój kochany pupil;
- Cykl – Nasza Historia;
- Cykl – Nasi Powstańcy;
- Plebiscyt – Dziewczyna Lata;
- Konkurs – Super Rolnik
- Wsparcie w upamiętnianiu i popularyzowaniu zasłużonych dla Polski i regionu osób.
- Wspieranie inicjatyw np. Rondo Władysława Nawrockiego w Krotoszynie, Rondo Władysława Kędzierskiego, poprawa bezpieczeństwa na drogach, koncerty muzyczne, popularyzacja sportu itd.